# Ziegelofen Neubau-Kreuzstetten

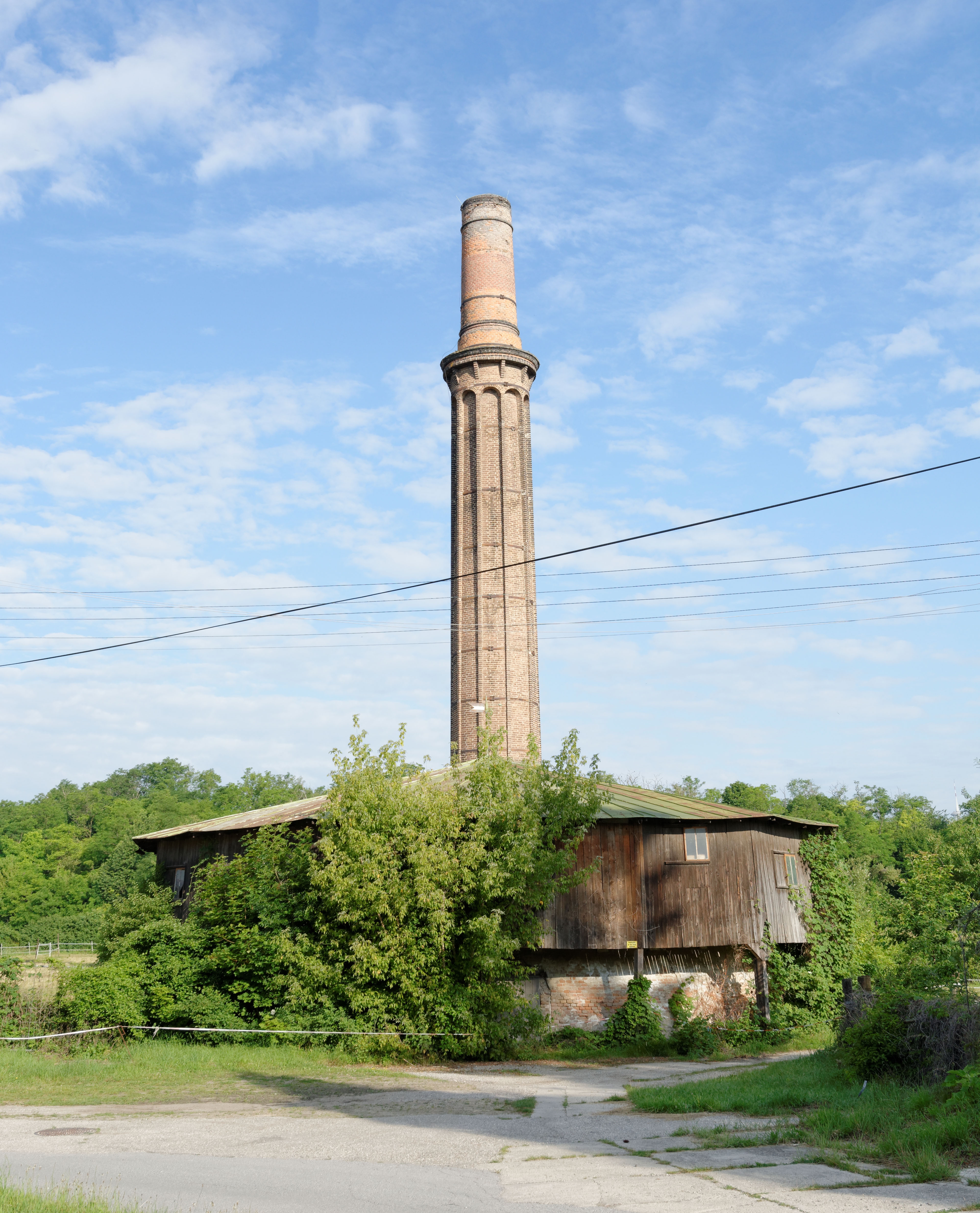
Ziegelofen in Neubau-Kreuzstetten

Der Ziegelofen Neubau-Kreuzstetten steht im Ort Neubau-Kreuzstetten in der Katastralgemeinde Niederkreuzstetten in der Marktgemeinde Kreuzstetten im Bezirk Mistelbach in Niederösterreich. Der Ziegelofen steht seit 2014 unter  Denkmalschutz (Listeneintrag).

## Geschichte
Die Errichtung der Ziegelei im Jahre 1870 zeitgleich mit der Eröffnung der Laaer Ostbahn mit einer Station in unmittelbarer Nähe zur Ziegelei begründete den Ort Neubau-Kreuzstetten. Die Ziegelei wurde 1884 von Martin Steingassner (1838–1917) übernommen, der im Weinviertel auch die Fabriken in Frättingsdorf, Stillfried und Wolkersdorf besaß. In den Jahren 1889 und 1904 wurde die Ziegelei um zwei Ringofenanlagen (Hoffmannscher Ringofen) erweitert, in denen nach dem Patent von Friedrich Eduard Hoffmann (1818–1900) jährlich bis zu 5 Millionen Ziegel („Steingassner-Ziegel“) hergestellt wurden. Die Absatzmöglichkeiten waren durch die Anbindung an das Eisenbahnnetz erheblich verbessert. Um 1920 arbeiteten hier 200 Personen, 1975 nur noch 22. Der Betrieb wurde 1975 geschlossen.